# Gonioscelis iota
Gonioscelis iota är en tvåvingeart som beskrevs av Jason Gilbert Hayden Londt 2004. Gonioscelis iota ingår i släktet Gonioscelis och familjen rovflugor. Inga underarter finns listade i Catalogue of Life.